# Regan Poole
Regan Leslie Poole (* 18. Juni 1998 in Cardiff) ist ein walisischer Fußballspieler, der vornehmlich auf der Position des Innenverteidigers spielt.

## Karriere
Poole begann seine Fußballerkarriere im Juniorenbereich seines Heimatvereines Cardiff City. 2014 wechselte er ablösefrei zum AFC Newport County in die League Two, wo er seine ersten Profieinsätze absolvierte. Nach einer Saison wechselte er zu Manchester United, wo er vor allem in der U21 eingesetzt wurde, aber in der Gruppenphase der UEFA Europa League auch einen Einsatz für die Hauptmannschaft hatte. Ab 2017 lieh Manchester Poole primär aus, zunächst zu Northampton Town in die League One und dann zu seinem vorherigen Verein Newport County in die League Two. Zwischen diesen beiden Leihen absolvierte er weitere Spiele für die Junioren von Manchester. Derweil spielte er auch mehrfach für walisische Junioren-Auswahlen, insbesondere für die walisische U21. 2019 verließ er Manchester und ging zu den Milton Keynes Dons aus der League One, wo er im Folgenden regelmäßig eingesetzt wurde und seine ersten Tore erzielte. Nach der ersten Saisonhälfte 2020/21 wechselte Poole zum Ligakonkurrenten Lincoln City, die verkündeten, einen Vertrag über mehrere Saisons mit Poole abgeschlossen zu haben.